# 龙陵马先蒿
龙陵马先蒿（学名：Pedicularis lunglingensis）为列当科马先蒿属的植物，为中国的特有植物。分布在中国大陆的云南等地，生长于海拔1,200米至1,500米的地区，常生长在草坡中，目前尚未由人工引种栽培。